# Bengalia torosa
Bengalia torosa este o specie de muște din genul Bengalia, familia Calliphoridae. A fost descrisă pentru prima dată de Christian Rudolph Wilhelm Wiedemann în anul 1819. Conform Catalogue of Life specia Bengalia torosa nu are subspecii cunoscute.